# Svarttjärnen (Boteå socken, Ångermanland, 701802-160014)
Svarttjärnen är en sjö i Sollefteå kommun i Ångermanland och ingår i Ångermanälvens huvudavrinningsområde.